# Domanjševci
Domanjševci (maďarsky Domonkosfa) jsou jednou ze šesti vesnic, které tvoří občinu Šalovci, v Pomurském regionu na východě Slovinska. V roce 2002 zde žilo 341 obyvatel, převážně maďarské národnosti.

## Poloha, popis
Vesnice se nachází na obou březích říčky Mala Krka, na severovýchodním okraji pohoří Goričko. Rozloha území je 11,58 km². Nadmořská výška v údolí je od 225 do 240 m. Při jižním a severním okraji území však dosahuje zhruba až 300 m n. m.
V blízkém okolí vesnice jsou pole a sady, dále pak jsou vlhké louky. Na nejvyšších vrcholech jsou lesy, převážně bukové a borové, ve kterých žijí bažanti a jeleni.
Obyvatelstvo pracuje v zemědělství, jak v rostlinné tak i živošišné oblasti. Rozšířeno je včelařství.

## Sousedé
Sousedními vesnicemi jsou: Šalovci na severu, Krplivnik na severovýchodě, Lončarovci, Ivanjševci a Središče na jihu, Križevci na západě a Peskovci na severozápadě. Na východě sousedí s obcí Krčica (Kercaszomor) v Maďarsku.

## Zajímavosti
- Kostel sv. Martina
- Žlebičův mlýn – částečně dřevěný, částečně zděný mlýn z počátku 20. století, se zachovalým mlýnským kamenem, vodním kolem a mechanismem.